# Piratosaurus
Piratosaurus là một chi thằn lằn cổ rắn, được Leidy mô tả khoa học năm 1865.